# Virusno vektorsko cepivo
Virusno vektorsko cepivo je tip cepiva, ki uporablja virusne vektorje (prenašalce), da ti v tarčno celico gostitelja prenesejo genski material, ki kodira za želen antigen. Do aprila 2021 je bilo v vsaj eni državi potrjenih šest virusnih vektorskih cepiv; štiri cepiva proti covidu-19 in dve proti eboli.

## Tehnologija
Virusna vektorska cepiva kot vektor za prenos nukleinskih kislin, ki kodirajo za želen antigen, uporabljajo prilagojeno različico izbranega virusa. Virus, ki se uporablja kot vektor genskega materiala, in virus, ki predstavlja vir za antigen, v gostitelju ne povzročata okužb. Hkrati se geni, ki prispejo z virusnim vektorjem, ne vključujejo v dednino (genom) cepljene osebe.
Virusna vektorska cepiva omogočajo izražanje (ekspresijo) antigenov znotraj celic in povzročajo buren odziv celic T ubijalk. Večina tovrstnih virusnih vektorjev je zaradi odstranitve nujnih genov nezmožna pomnoževanja (replikacije).

## Virusni vektorji

### Adenovirusi
Pogosto se kot virusni vektorji uporabljajo adenovirusi, za katere je značilna visoka učinkovitost transdukcije in izražanja (ekspresije) transgenov ter širok tropizem virusa (privlačnosti do določenega tkiva ali celic gostitelja). Hkrati so adenovirusi zmožni okužbe tako delečih kot tudi nedelečih se celic. Med slabosti adenovirusov kot virusnih vektorjev spada že obstoječa imunost, ki jo imajo mnogi ljudje zaradi prejšnje izpostavljenosti tem virusom. Velikokrat se za virusni vektor uporablja človeški adenovirus serotipa 5, ki je še posebej priročen, ker se ga enostavno proizvaja v visokih titrih.
Do aprila 2021 so bila v vsaj eni državi potrjena štiri adenovirusna vektorska cepiva za covid-19:
- Vaxzevria[6] ali cepivo Oxford–AstraZeneca uporablja prilagojen šimpanzji adenovirus ChAdOx1.[7][8]
- Sputnik V v svojem prvem odmerku vsebuje človeški adenovirus serotipa 26 in v drugem enak virus serotipa 5.[9][10]
- Cepivo Johnson & Johnson uporablja človeški adenovirus serotipa 26.[11][12][13]
- Convidecia vsebuje človeški adenovirus serotipa 5.[14][15]

Zabdeno, prvi odmerek cepiva za ebolo Zabdeno/Mvabea, uporablja človeški adenovirus serotipa 26, v celicah cepljenih pa se izraža glikoprotein ebolavirusa različice Mayinga. Oba odmerka tovrstnega cepiva vsebujeta zgolj virusne vektorje, ki niso zmožni pomnoževanja, v sebi pa imajo genetski material za več različnih beljakovin ebolavirusa.

### Drugo
Cepivo rVSV-ZEBOV je namenjeno preprečevanju ebole. Gre za rekombinantno cepivo, sposobno replikacije, ki vsebuje virus vezikularnega stomatitisa (VSV). Cepivo je genetsko prilagojeno tako, da je gen za beljakovinsko ovojnico virusa VSV nadomeščen z genom ebolavirusa (sev iz leta 1995 v Kikwitu).
Mvabea, drugi odmerek cepiva za ebolo Zabdeno/Mvabea, vsebuje tip poksvirusa. Tako kot prvi odmerek, Zabdeno, tudi Mvabeo sestavljajo zgolj pomnoževanja nezmožni virusi.
Kot potencialne virusne vektorje za cepiva so raziskovali tudi retrovirus, adenoasociirani virus (AAV), citomegalovirus, virus ošpic in virus gripe.

## Zgodovina
Človeške klinične preizkuse za virusna vektorska cepiva so pred začetkom izdelave cepiv za covid-19 izvajali za različne nalezljive bolezni in njihove povzročitelje, kot so denimo virus zika, virusi gripe, HIV, respiratorni sincicijski virus in malarija.
V izbruhih ebole v Zahodni Afriki (2013–2016) in Demokratični republiki Kongo (2018–2020) so uporabljali dve cepivi za ebolo, ki sta nastali s pomočjo tehnologije virusov vektorjev. Cepivo rVSV-ZEBOV so za uporabo v zdravstvu na področju Evropske unije potrdili novembra leta 2019, in v Združenih državah decembra leta 2019. Cepivo Zabdeno/Mvabea je bilo v Evropski uniji potrjeno julija leta 2020.